# Yoldiella sabrina
Yoldiella sabrina is een tweekleppigensoort uit de familie van de Yoldiidae. De wetenschappelijke naam van de soort is voor het eerst geldig gepubliceerd in 1916 door Hedley.